# Première Nation ojibwée d'Onigaming
La Première Nation ojibwée d'Onigaming est une Première Nation (au sens de « bande indienne ») ojibwée ou saulteaux située dans le district de Kenora en Ontario, près de Nestor Falls. Avec la Première Nation de Big Grassy, la Première Nation ojibwée d'Onigaming est un successeur apparent de l'ancienne bande saulteaux Assabaska. En février 2012, la population totale enregistrée est de 737 personnes, dont 445 personnes vivant dans les réserves. La Première Nation est membre du Conseil des ressources Anishinabeg de Kabapikotawangag, un conseil tribal régional qui est membre du Grand Conseil du Traité 3.

## Réserves
La Première Nation compte pour six réserves :
- Sabaskong Bay 35C (777 hectares)
- Sabaskong Bay 35D, la réserve principale (504 hectares)
- Sabaskong Bay 35F (518 hectares)
- Sabaskong Bay 35H (260 hectares)
- Assabaska, partagée avec la Première Nation de Big Grassy (1 098 hectares)
- Agency 30, partagée avec 12 autres Premières Nations (379 hectares)

## Gouvernance
La Première Nation ojibwée d'Onigaming est gouvernée par le chef Jeffrey Copenace et cinq conseillers : Gus Copenace, Kathy Jack, Shawn Kelly, Kathy Kishiqueb et Clarissa Copenace. Leur mandat est d'une durée de deux ans et se terminera en 2025. 

## Personnes liées
- Wab Kinew, premier ministre du Manitoba depuis 2023